# NGC 1789
NGC 1789 је расејано звездано јато у сазвежђу Трпеза које се налази на NGC листи објеката дубоког неба.
Деклинација објекта је - 71° 54' 3" а ректасцензија 4h 57m 51,2s. Привидна величина (магнитуда) објекта NGC 1789 износи 13,1 а фотографска магнитуда 13,6. NGC 1789 је још познат и под ознакама ESO 56-SC37.